# Gloriosa lindenii
Gloriosa lindenii là một loài thực vật có hoa trong họ Colchicaceae. Loài này được (Baker) J.C.Manning & Vinn. mô tả khoa học đầu tiên năm 2007.